# Libreria commissionaria

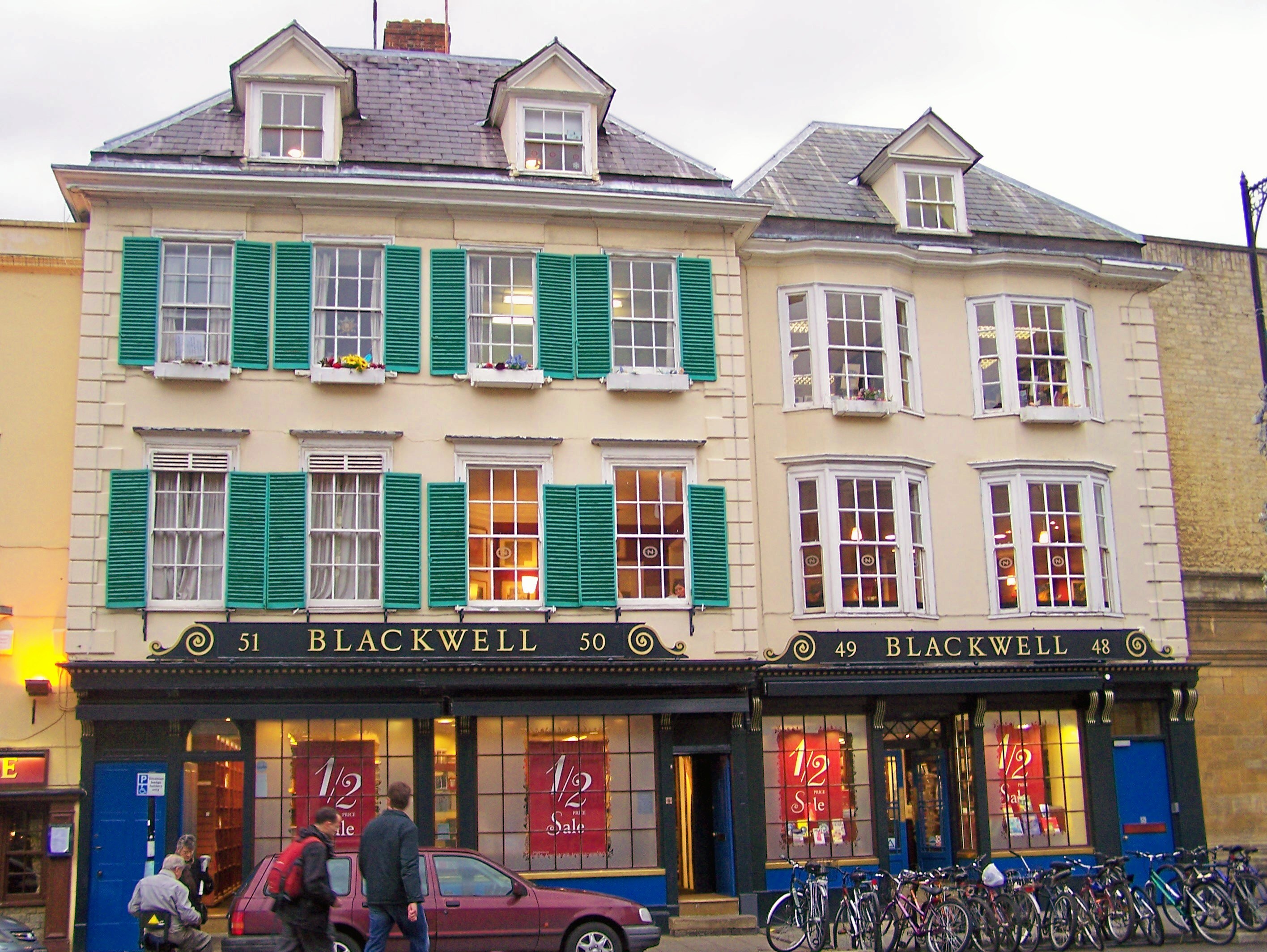
Blackwell Una delle principali librerie commissionarie di Oxford (Gran Bretagna).

Una libreria commissionaria è una libreria specializzata che, su commissione, fornisce testi librari e abbonamenti a riviste per conto di biblioteche, enti ed università. In genere si specializza nel reperimento di opere bibliografiche e di consultazione o di periodici di alto valore scientifico, nelle nuove edizioni e nella ricerca di libri di difficile reperibilità.

## Origine del termine
Commissionaria viene da contratto di commissione che è  il contratto mediante il quale una parte, detta commissionario, si obbliga ad acquistare o vendere beni in nome proprio e per conto di un'altra parte detta committente. Nel caso specifico si tratta di un contratto ad acquistare per conto delle biblioteche (o altri soggetti simili)  committenti

## Collocazione geografica
Di solito sorgono nelle città universitarie e svolgono un importante ruolo culturale: le librerie ordinarie offrono al pubblico i testi offerti dalle varie case editrici; le librerie commissionarie ricercano nell'interesse delle biblioteche e degli studiosi i testi  sul mercato mondiale..
Le biblioteche pubbliche si avvalgono del tramite delle librerie commissionarie, non solo per i servizi culturali offerti, ma anche per la semplificazione amministrativa con la concentrazione in poche fatture annue a fronte di una miriade di libri acquistati delle più svariate case editrici.
Intorno alle città universitarie di solito gravitano anche studiosi che apprezzano il lavoro di ricerca bibliografica di alto livello, e diventano clienti abituali delle librerie commissionarie.